# Laminacauda newtoni
Laminacauda newtoni é uma espécie de aranhas araneomorfas da família Linyphiidae encontrada no Chile e na Argentina. Esta espécie foi descrita pela primeira vez em 1985, pelo biólogo Millidge.